# Expédition Narváez

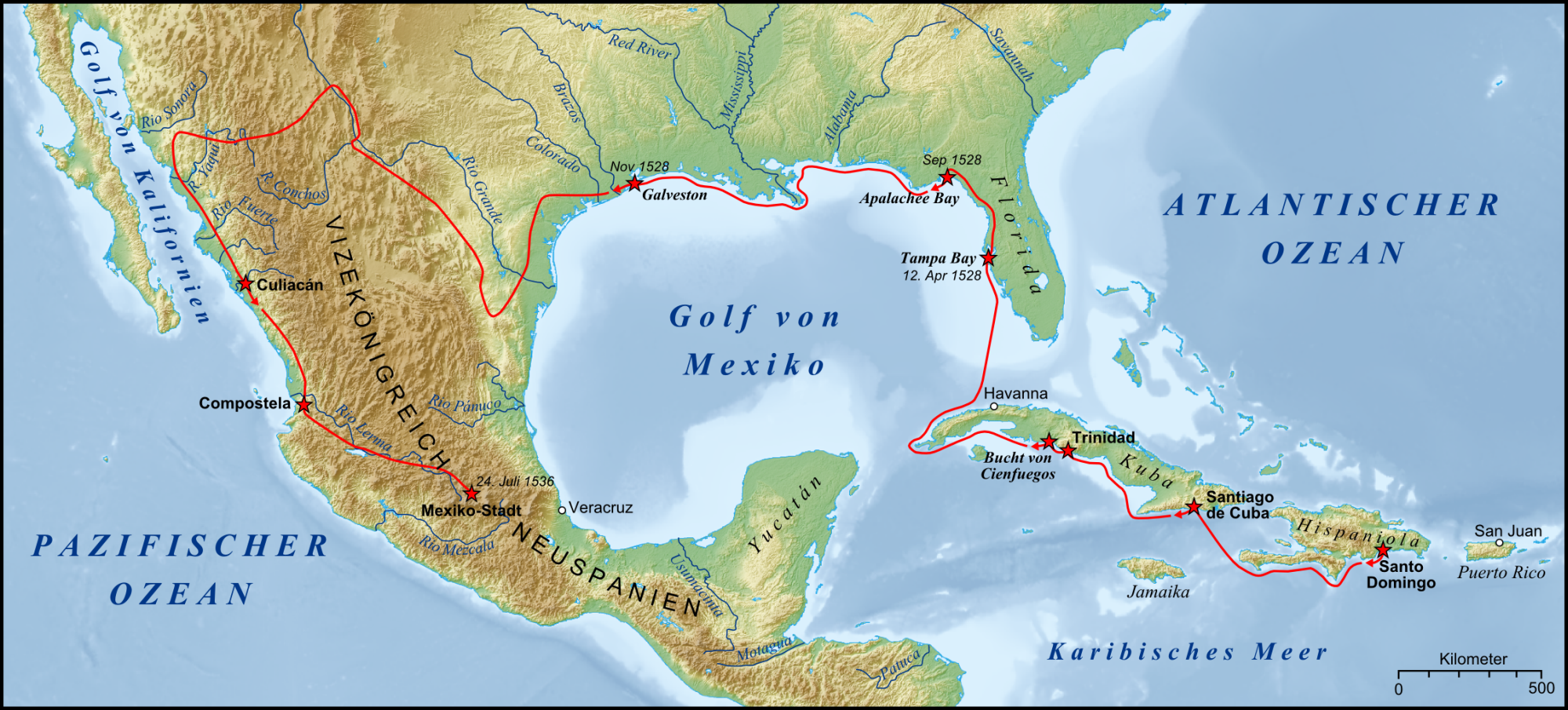
Carte de l'expédition Narváez.

L’expédition Narváez est une expédition espagnole menée par Pánfilo de Narváez entre 1527 et 1528 pour coloniser la Floride espagnole.
Cette expédition a été dramatique, subissant un cyclone tropical, des attaques de Nord-Amérindiens, la famine et la maladie. Sur les 600 hommes partis, seuls quatre — Álvar Núñez Cabeza de Vaca commandant en second et trésorier, Alonso del Castillo Maldonado capitaine, Andrés Dorantes de Carranza capitaine et l'esclave Mustafa Zemmouri dit Estevanico — réussissent en 1536 à atteindre Mexico et à rejoindre leurs compatriotes. Hernando de Soto rencontre un autre survivant lors de son expédition de 1540, un soldat du nom de Juan Ortiz qui a été intégré dans une tribu indienne.
Álvar Núñez Cabeza de Vaca relate par la suite (1542) l'expédition sous le nom de La Relación.

## L'expédition
Le 25 décembre 1526, Charles Quint, accorde à Pánfilo de Narváez la permission de revendiquer ce qui est aujourd'hui la côte du golfe des États-Unis pour le royaume d'Espagne. Le contrat lui donnait un an pour rassembler une armée et quitter l'Espagne. Il devait fonder au moins deux colonies de cent personnes et garnir en outre deux fortins le long de la côte, le financement de l'expédition devant se faire sur ses fonds propres. Narváez a donc recruté des investisseurs sur la promesse de richesses comparables à celles découvertes par Hernán Cortés au Mexique. Il a également recouvré de nombreuses dettes qui lui étaient dues pour financer son aventure.
Le 17 juin 1527, l'expédition, d'un effectif total de 600 personnes — dont environ 450 soldats, officiers et esclaves — quitte le port de Sanlúcar de Barrameda, à l'embouchure du Guadalquivir. Après une escale aux Canaries, le corps expéditionnaire arrive à Saint-Domingue en août 1527.

### Premiers déboires dans les Caraïbes
L'expédition s'est arrêtée à Saint-Domingue pour acheter des chevaux, ainsi que deux petits bateaux destinés à l'exploration du littoral. Mais, faisant face à un grand nombre de désertions, Narváez repart en n'ayant acheté qu'un seul de ses bateau d'exploration. Il a alors perdu près de 100 hommes.
Ils arrivent à Santiago de Cuba à la fin du mois de septembre. Narváez avait, à Cuba, de nombreux contacts grâce auxquels il pouvait collecter fournitures, chevaux et hommes. Narváez rencontre Vasco Porcallo, puis envoie deux navires à Trinidad, sous le commandement de Álvar Núñez Cabeza de Vaca, son commandant en second, pour récupérer ce dont il avait besoin et engager un équipage dans la propriété de son contact. Les deux navires arrivent à Trinidad vers le 30 octobre et subissent peu de temps après, un ouragan qui coule les deux navires. 60 hommes sont tués, un cinquième des chevaux sont noyés et tout le nouveau matériel acquis à Trinidad est détruit.
Narváez regroupe les quatre navires restants à Cienfuegos sous le commandement de Cabeza de Vaca et reste à terre pour recruter des hommes et racheter des navires. Après quatre mois, le 20 février 1528, il rejoint Cienfuegos avec un nouveau navires et quelques recrues supplémentaires. Il a envoyé un autre bateau à La Havane. À ce stade, l'expédition comptait environ 400 hommes et 80 chevaux. La halte hivernale a provoqué un épuisement des stocks et Narvaez a prévu de se réapprovisionner à La Havane sur le chemin menant à la côte de la Floride.
Parmi les personnes embauchées par Narváez, il y avait un maître-pilote du nom de Diego Miruelo. Celui-ci affirmait avoir une connaissance approfondie de la côte du golfe. Mais, deux jours après avoir quitté Cienfuegos, tous les navires de la flotte se sont échoués sur les hauts-fonds de Canarreos, au large de la côte cubaine. Ils sont bloqués là pendant deux à trois semaines, tandis que les hommes épuisaient des stocks déjà très maigres. Ce n'est que la deuxième semaine de mars qu'ils ont pu échapper aux hauts-fonds.
Après avoir combattu de nouvelles tempêtes, l'expédition a contourné l'extrémité occidentale de Cuba et s'est dirigée vers La Havane. Mais en arrivant à proximité du port, le vent a propulsé la flotte dans le golfe du Mexique, leur interdisant d'atteindre leur objectif. Narváez décide alors de poursuivre le voyage. L'expédition passe alors le mois suivant à essayer d’atteindre la côte mais sans réussir à surmonter le puissant courant du Gulf Stream.

### Arrivée en Floride
Le 12 avril 1528, l'expédition touche terre au nord de l'actuelle Tampa Bay. Faisant alors voile vers le sud, ils ont voyagé deux jours durant à la recherche d'un « grand port » décrit par le pilote. Au cours de ces deux journées, l’un des cinq navires restants est perdu. Finalement, l'expédition entre dans la baie de Boca Ciega au nord de l’entrée de la baie de Tampa. Ils ont repéré des bâtiments situés sur des monticules de terre, un signe encourageant de culture (et de richesse), de nourriture et d'eau. Les autochtones appartenaient vraisemblablement à la culture de Safety Harbour (es). Les Espagnols ont jeté l'ancre et se sont préparés à descendre à terre. Narváez accoste avec 300 hommes dans la baie de Boca Ciega sur le site de Jungle Prada à St. Petersburg.
Pamfilo de Narváez envoie alors l'un de ses officier, le contrôleur Alonso Enríquez, au village autochtone proche. Celui-ci échange des objets tels que des perles de verre, des cloches en laiton et des étoffes contre du poisson frais et de la venaison. Pendant ce temps, Narváez ordonne au reste de l'expédition de débarquer et d'établir un camp.
Le lendemain, les fonctionnaires royaux de l'expédition se sont rassemblés à terre et ont procédé à la déclaration officielle de Narváez en tant que gouverneur royal de La Florida. Il a lu en espagnol le Requerimiento, qui indiquait à tous les indigènes présents que leur terre appartenait à Charles Quint sur ordre du pape. Narváez a également proclamé que les autochtones avaient la possibilité de se convertir au christianisme. 
L'expédition a ensuite commencé à explorer les terres avoisinnantes. Narváez a renvoyé Miruelo avec un brigantin à la recherche du « grand port » dont il avait parlé. En cas d'échec, il devrait retourner à Cuba. L'expédition ne devait jamais reprendre contact avec Miruelo ni aucun des membres de l'équipage du bateau. À l'intérieur des terres, les explorateurs découvrirent un autre village, peut-être Tocobaga, où ils trouvèrent un peu de nourriture et d'or. Les habitants leur ont dit qu'il y en avait beaucoup chez les Apalaches au nord. De retour au camp, les Espagnols envisagent donc de se diriger vers le nord.

### Division de l'expédition
Le 1er mai 1528, Narváez prend la décision de scinder l'expédition en deux corps, prévoyant de mettre sur pied un groupe de 300 soldats qui remonterait au nord par voie de terre, tandis que les navires, avec les 100 personnes restantes, remonteraient la côte pour les rejoindre.
Les hommes marchent alors pendant deux semaines avant de rejoindre un village au nord de la rivière Withlacoochee. Asservissant les indigènes, les espagnols pillent leur champs trois jours durant. Ils envoient deux groupes d'exploration le long de la côte à la recherche des navires, sans les trouver. Narváez ordonne alors au groupe de continuer vers le nord jusque chez les Apalaches.

### Rencontre avec les Timucuas
Au nord, les amérindiens Timucuas sont avertis de l'arrivée du groupe. Ils décident se porter à la rencontre des Européens le 18 juin. Communiquant par gestes, aidé de mimiques, Narváez indique au chef des natifs, qu'ils se rendent chez les Apalaches, alors ennemis des Timucuas. 
Après que les deux dirigeants eurent échangé des cadeaux, l'expédition suit le Timucua au sein de leur territoire et traverse le fleuve Suwannee. Au cours de la traversée, un officier du nom de Juan Velázquez se noie, sans doute à cause de la rapidité de l'eau, devenant la première victime de l’expédition hors naufrage. Les hommes furent troublés par sa mort mais son cheval fut mangé le soir-même.
À l'arrivée des Espagnols au village des Timucua, le 19 juin, le chef leur fait parvenir des provisions de maïs. Cette nuit-là, une flèche a été tirée sur l'un des hommes de Narváez près d'un point d'eau. Le lendemain matin, les Espagnols ont découvert que les autochtones avaient déserté le village. Repartant alors en direction du territoire Apalache, Ils comprennent assez vite qu'ils sont accompagnés par des indigènes hostiles. Narváez tend un piège à ses poursuivants et trois ou quatre prisonniers leur servent de guides. Les Espagnols n’ont plus eu aucun autre contact avec les Timucuas.

### Rencontre avec les Apalaches
Le 25 juin 1528, l'expédition de Narváez pénètre sur le territoire des amérindiens Apalaches. Trouvant une communauté de quarante maisons, et croyant qu'il s'agissait du chef-lieu des Apalaches et non un petit village isolé d'une culture beaucoup plus vaste, les Espagnols attaquent, prennent plusieurs otages, dont le chef du village. Ils occupent et pillent les lieux, ne trouvant ni or ni richesses à l'exception du maïs.